# Seira terrestris
Seira terrestris är en urinsektsart som först beskrevs av James P. Folsom 1932.  Seira terrestris ingår i släktet Seira och familjen brokhoppstjärtar. Inga underarter finns listade i Catalogue of Life.